# Monument ter herdenking van in de Tweede Wereldoorlog gevallen oud-kwekelingen
Het Monument ter herdenking van in de Tweede Wereldoorlog gevallen oud-kwekelingen is een monument in Amsterdam-Centrum.
Het monument kwam er op initiatief van de "Vereeniging van oud-kwekelingen van de Kweekschool voor de Zeevaart" te Amsterdam.
Het monument werd in de zomer van 1949 op het binnenterrein van de Kweekschool voor de Zeevaart aan de Prins Hendrikkade geplaatst. Met het monument werden 138 slachtoffers uit de Tweede Wereldoorlog herdacht die daarvoor leerlingen waren aan de Kweekschool voor de Zeevaart, gevestigd op het terrein. Op 14 mei 1949 kwam een groot gezelschap onder wie twee weduwen en burgemeester Arnold d'Ailly om het monument te onthullen. Het monument is opgetrokken uit een uitwaaierende baksteenconstructie, gevangen in natuursteen. De namen van de slachtoffers worden vermeld in een stenen plaquette aan de voorzijde. Boven de plaquette is in goudkleurige letters leesbaar
In memoriam, de oud-kwekelingen gevallen voor het vaderland 1939-1945
Naar aanleiding van het monument werd een boekje uitgegeven onder de titel In Memoriam, waarin een omschrijving van de totstandkoming van het beeld en een korte biografie van de vermelde personen. Vanaf januari 1982 werd er opnieuw onderzoek verricht waarbij er correcties en aanvullingen in een nieuwe versie In Memoriam konden worden opgenomen. Het onderzoek leidde er toe, dat er in de periode tot 1995 vier tot dan toe onbekende slachtoffers werden gevonden; hun namen werden alsnog op het monument vermeld. In 2000 werd de kweekschool gesloten en moest er voor het monument een nieuwe plek worden gevonden. Het kwam te staan op het dan nog voor het publiek afgesloten Marineterrein. Nadat meer archiefmateriaal openbaar werd, kwam aan het licht dat er nog meer slachtoffers te betreuren waren; de lijst werd uitgebreid tot 160 namen. Onder de originele plaquette werd een nieuwe plaquette geplaatst, die werd onthuld op 14 december 2019. Dat ging gepaard met een herziene versie van In Memoriam. In december van elk jaar vindt op de reüniedag van de Vereeniging een herdenking plaats. Ook in 2020 werden nog namen toegevoegd. 
Het ontwerp was afkomstig van kunstenaar Pieter Starreveld. Hij maakte meerdere oorlogsmonumenten, zoals in Hoorn (Noord-Holland) het Oorlogsmonument bij de Grote Kerk en Zeeman op de uitkijk in Amsterdam.

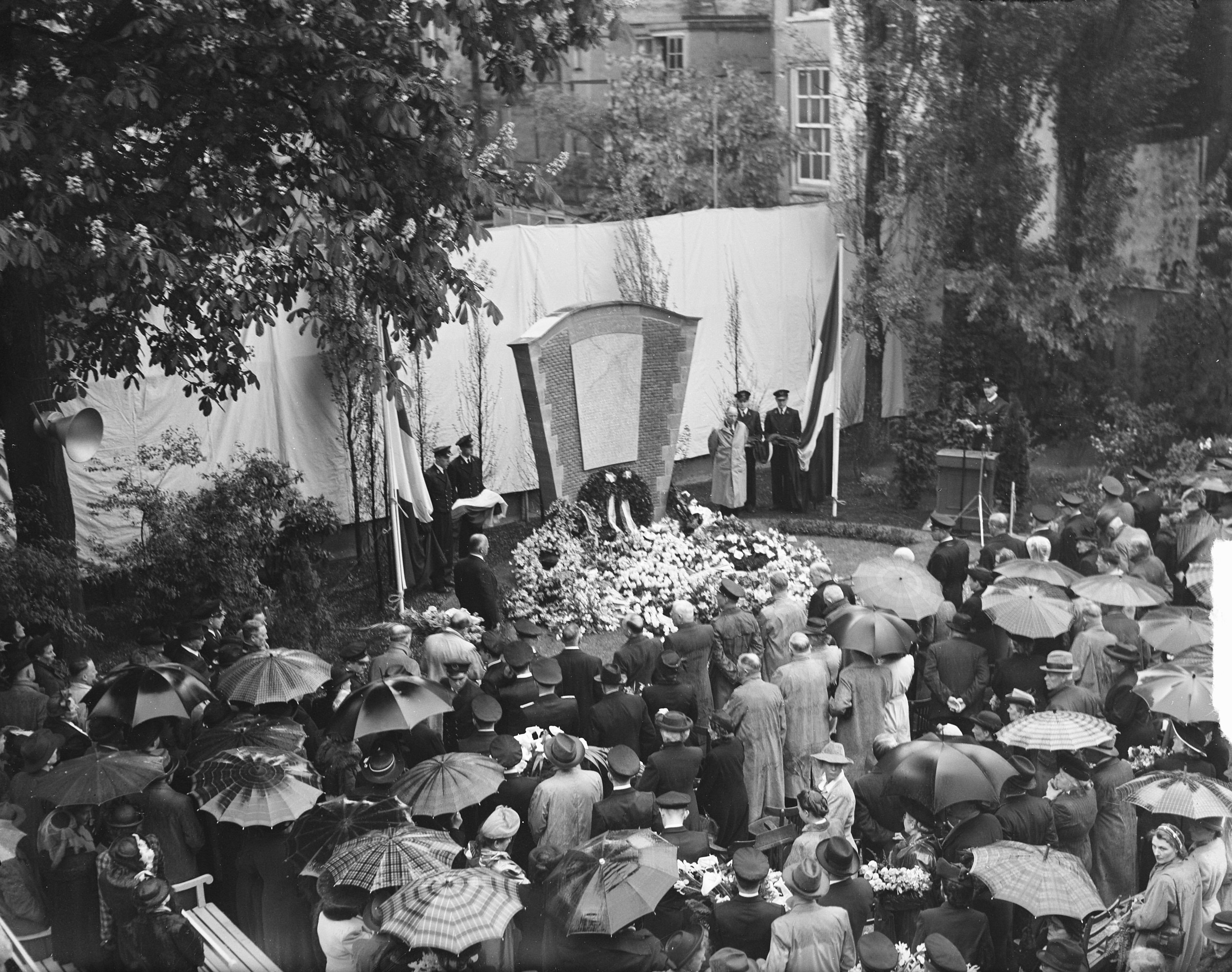
Onthulling in 1949